# Alexander Sergejewitsch Koslow
Alexander Sergejewitsch Koslow (russisch Александр Сергеевич Козлов; engl. Transkription: Alexander Kozlov; * 19. März 1993 in Moskau; † vor oder am 15. Juli 2022) war ein russischer Fußballspieler. Seine Position war die des Stürmers.

## Karriere

### Verein
Seit dem Kindesalter spielte Alexander Koslow für Spartak Moskau. Bereits im Alter von 15 absolvierte Koslow die ersten Spiele für die zweite Mannschaft von "Spartak". Am 25. April 2010 debütierte er im Alter von 17 für die Profis von Spartak in der Premjer-Liga, als er in der 84. Minute für Jano Ananidze gegen Spartak Naltschik eingewechselt wurde. Am 4. November 2010 feierte Koslow gegen den FC Chelsea sein Debüt in der UEFA Champions League. Im August 2011 konnte er gegen Anschi Machatschkala sein erstes Tor für die Profis erzielen. Nach mehreren Stationen in der russischen 1. Division ging der Stürmer im Frühjahr 2017 nach Kasachstan zu Oqschetpes Kökschetau aus der kasachischen Premjer-Liga.

### Nationalmannschaften
Koslow spielte für die U-17, die U-18 und die U-19 Russlands. In 18 Spielen für die U-17 erzielte Koslow 20 Tore.